# Sindicalización
La sindicalización es la creación y el crecimiento de sindicatos modernos. Los sindicatos fueron vistos a menudo como un concepto socialista de izquierda, cuya popularidad aumentó durante el siglo XIX, cuando un ascenso del capitalismo industrial vio una disminución en los motivos para mantener los derechos de los trabajadores. 
Los trabajadores suelen crear sindicatos cuando enfrentan cierta lucha dentro de su industria. Suelen organizarse por sector de empleo y pueden afiliarse a un sindicato general para representar a los empleados de todos los sectores. Los diferentes sindicatos pueden variar en cuanto al énfasis que se pone en la participación, el liderazgo sindical, los objetivos y las técnicas, dependiendo del impacto de su acción.  
En promedio, los trabajadores manuales tienden a estar más sindicalizados que los trabajadores administrativos. 

## Motivos para la sindicalización
Los sindicatos modernos se forman por muchas razones diferentes, principalmente debido a cambios en la economía de un país o a la disminución de la demanda de mano de obra en una industria específica.  Los trabajadores suelen formar sindicatos cuando sienten que el hecho de no tener voz y voto en el lugar de trabajo amenaza su seguridad laboral, lo que a su vez afecta su posición económica.

### Burocratización
Es más probable que los miembros se sindicalicen cuando colectivamente tienen problemas con su lugar de trabajo; sin embargo, esto deja fuera a los trabajadores que no tienen una gran reputación en el entorno. 
Diferentes trabajadores pueden tener diferentes objetivos, que pueden incluir ascensos o un salario más alto. Los sindicatos atrajeron a trabajadores desfavorecidos para permitir el poder de negociación colectiva entre ellos y los empleadores para negociar mejores salarios, beneficios y condiciones laborales. 
Ha habido algunos estudios que sugieren que los trabajadores se unen a sindicatos debido a presiones sociales, sin embargo, también ha habido estudios que sugieren lo contrario. Como tal, la probabilidad de que las presiones sociales afecten a los trabajadores a afiliarse a un sindicato probablemente varía de un entorno a otro. 

## Oposición
La dirección de la empresa suele desaprobar los sindicatos debido a la acción colectiva de los trabajadores que reducen la participación en las ganancias de la empresa.  Aunque en Estados Unidos es ilegal que un empleador interfiera con el derecho de los trabajadores a sindicalizarse, los trabajadores a veces pueden sentirse inquietos por afiliarse a un sindicato si se espera que los empleadores los desaprueben, ya que puede haber una creencia subyacente de que una la posición social del empleado ante el empleador puede verse empañada. 
Los empleadores que participan activamente en la lucha contra el proceso de sindicalización o los esfuerzos del sindicato están participando en la represión sindical.

## Formas de organización
La afiliación sindical tiende a estar organizada por su industria, objetivo final o empleador. 

### Sindicalismo artesanal
En el sindicalismo artesanal, los trabajadores están organizados por su trabajo o profesión. Los sindicatos que pertenecen a este grupo tienden a centrarse en mejorar las condiciones de una industria en particular, por ejemplo, cuando el Writers Guild of America hizo huelga en nombre de sus escritores.

### Sindicalismo industrial
En el sindicalismo industrial, los trabajadores se organizan juntos independientemente de su trabajo o profesión, donde un mayor número de miembros le da al sindicato más influencia en muchas industrias diferentes.

### Sindicalismo solidario
En el sindicalismo solidario se organizan juntos los trabajadores que desean intentar directamente actuar sin ningún tipo de mediación.

## Tipos de modelos de sindicalización
Se utilizan diferentes modelos de sindicalización para guiar los esfuerzos de un sindicato por alcanzar sus objetivos. 

### Modelo de servicio
El modelo de servicio es aquel en el que los organizadores sindicales utilizan recursos legales y de otro tipo que no están afiliados al empleador ni a la fuerza laboral. 

### Modelo organizativo
El modelo de organización es un modelo desarrollado en los Estados Unidos que repensa a los organizadores sindicales como maestros y mentores que alientan e instruyen a los miembros del sindicato en la realización de su propio activismo. Esto contrasta con el modelo de servicio de organización, donde el sindicato se encarga de resolver disputas y problemas. El objetivo del modelo de organización es alentar a los miembros del sindicato a ser más activos y comprometidos con su sindicato. 

## Efectos de la sindicalización

### En relación con el género
Según un estudio realizado en 1992, las estrategias de organización sindical convencionales eran más aplicables a los hombres que trabajaban en el sector manufacturero, lo que obligaba a aquellos que no estaban afiliados a ese sector a iniciar contacto con un sindicato. Las mujeres eran más propensas que los hombres a desear una forma de sindicalización; sin embargo, se las registró como las menos propensas a afiliarse a un sindicato. 

### En relación con la productividad
Los primeros investigadores de las relaciones laborales creían que la sindicalización podría salvaguardar el empleo al luchar contra los avances tecnológicos y mecánicos. Investigadores recientes desarrollaron enfoques dinámicos de negociación entre sindicatos y empresas. Los sindicatos monopolistas pueden aumentar los salarios y apropiarse de las cuasi rentas del capital de los empleadores, pero otros predicen que las empresas disminuirían la inversión de capital para evitar la apropiación, lo que reduciría la productividad. 
Se ha demostrado que la sindicalización está asociada con una mayor retención de empleados, incluso cuando los empleados sindicalizados experimentan mayores niveles de insatisfacción en el lugar de trabajo.  Esto se debe al hecho de que los empleados insatisfechos podrán expresar sus preocupaciones de manera más efectiva mediante el uso del sindicato.

## Tasa de sindicalización por país

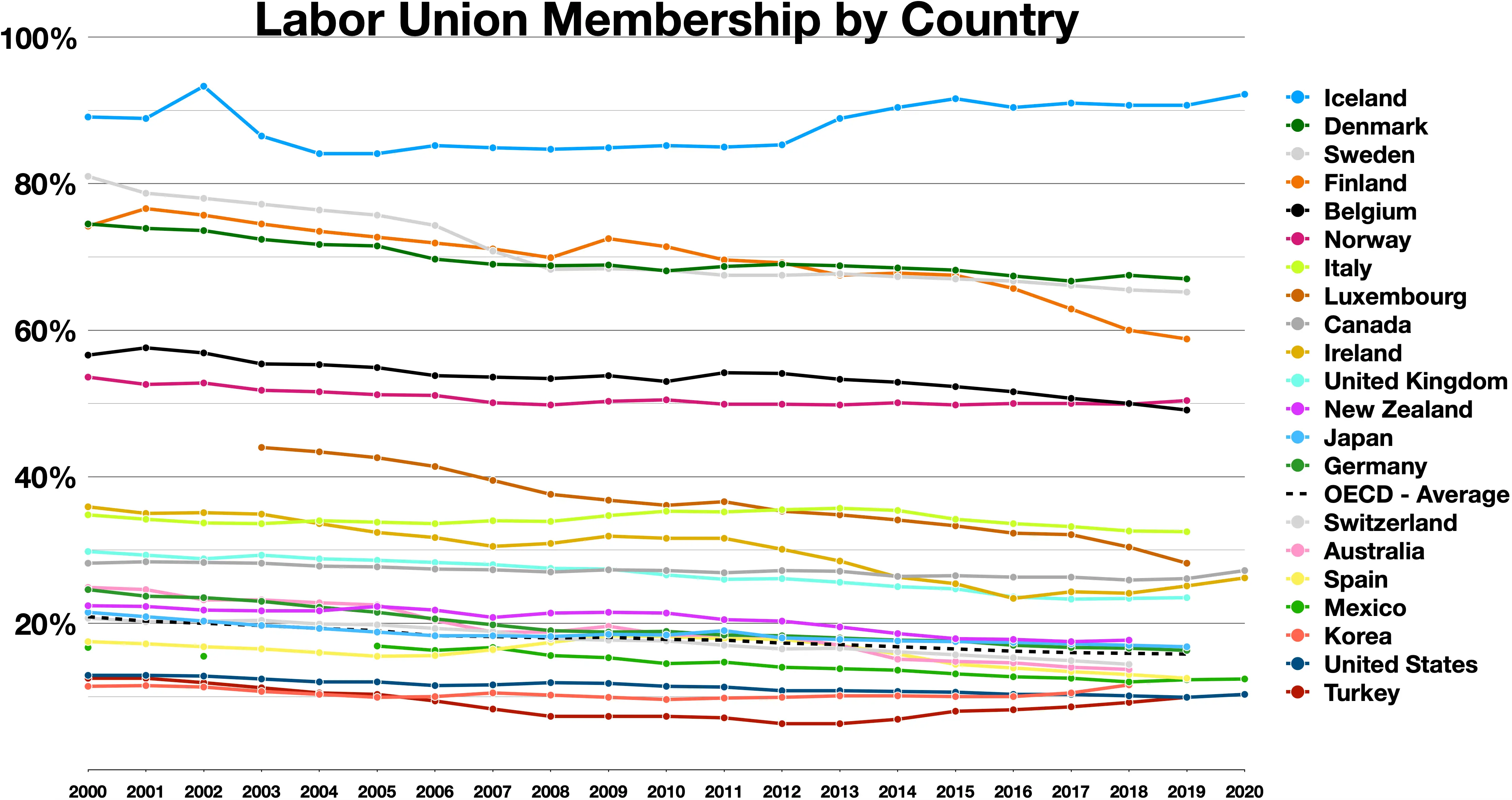
Afiliación sindical por país

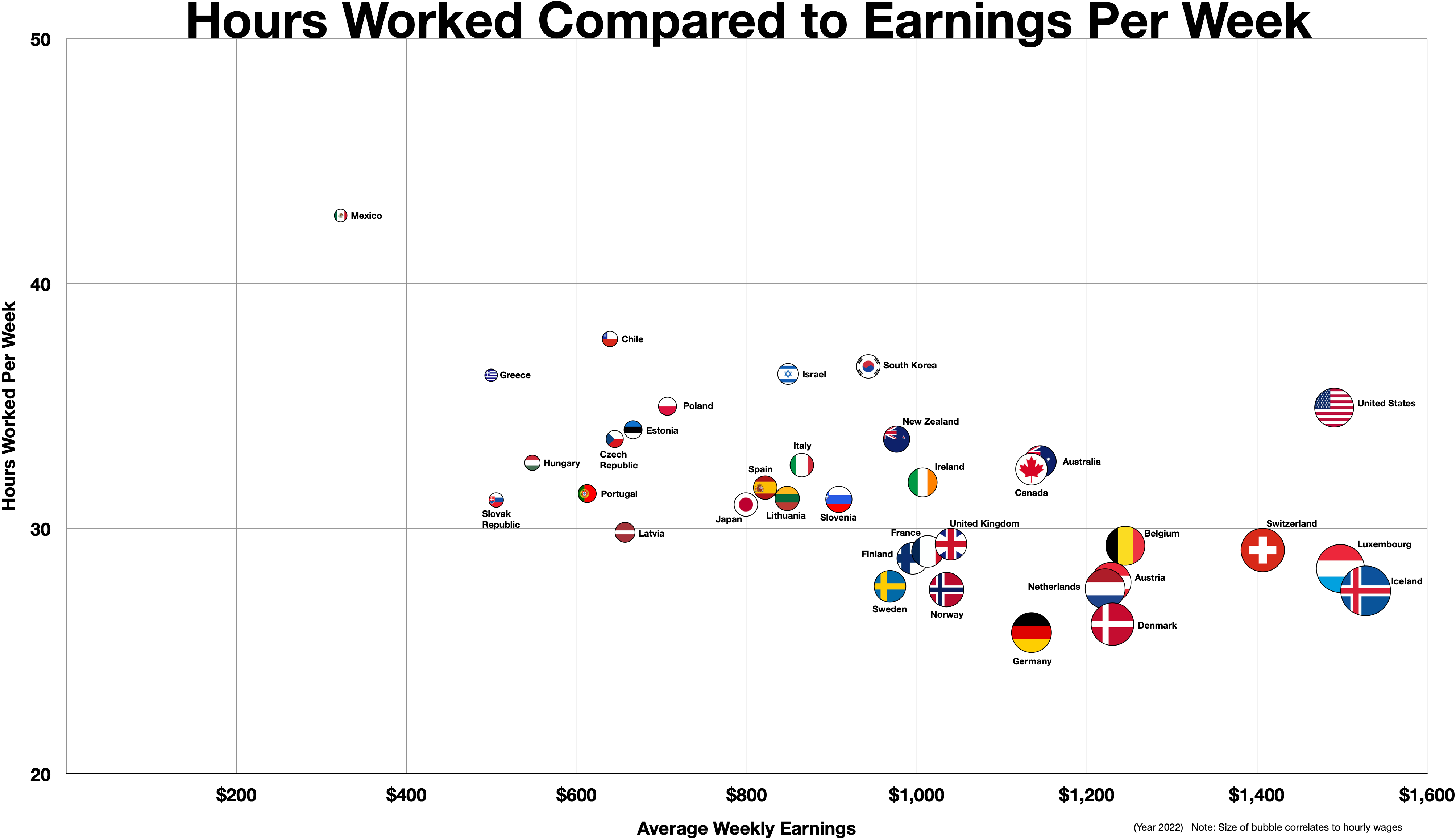
Horas trabajadas en comparación con las ganancias por semana (OCDE)

La tasa de sindicalización en un país se mide tanto a través de la cantidad de trabajadores representados por un sindicato como de la proporción de trabajadores representados por sindicatos en un país. Esto se debe a que, aunque es posible que más trabajadores se estén uniendo a sindicatos, las industrias representadas por sindicatos están aumentando a un ritmo más rápido. 

### Canadá
La tasa de miembros representados por sindicatos en Canadá ha disminuido significativamente en las últimas cuatro décadas, pasando del 37,6% en 1981 a poco menos del 29% en 2014.  El movimiento sindical en Canadá se ha concentrado cada vez más en el sector público. La mayoría de los trabajadores en Canadá tienen derecho a sindicalizarse en su lugar de trabajo, pero ciertas categorías de trabajadores no son elegibles para sindicalizarse, como los contratistas independientes. 

### India
El Congreso Nacional de Sindicatos de la India se formó en 1947, después de la independencia de la India ese mismo año, y es la federación sindical más antigua de la India.  Se sabe que los sindicatos tienen conexiones políticas y, en ocasiones, se utilizan para proyectar influencia política tanto sobre los trabajadores como sobre los partidos políticos. 

### Rusia y la Unión Soviética
Los sindicatos soviéticos, administrados por el Consejo Central de Sindicatos de toda la Unión, se remontan a la Revolución Rusa de 1905, quince años antes del establecimiento de la Unión Soviética. Sus relaciones con la dirección industrial, el Partido Comunista y el gobierno soviético eran complejas debido a la necesidad de mano de obra. 
La Federación de Sindicatos Independientes de Rusia (FNPR) es la central sindical nacional postsoviética más grande de Rusia, con entre 28 y 31,5 millones de miembros y es ampliamente reconocida como la sucesora del sistema de la era soviética. 

### Estados Unidos
La primera huelga de trabajadores registrada a través de un sindicato solidario recién formado se registró en 1768, cuando los sastres oficiales de Nueva York protestaron contra una reducción salarial. Se formaron sindicatos artesanales locales y exigieron jornadas laborales más cortas y una orientación consciente del empleo. El sindicalismo surgió en el siglo XIX, involucrando principalmente a trabajadores calificados.
Aunque la tasa anual de sindicalización en Estados Unidos está aumentando, tiene una de las tasas de sindicalización más bajas del mundo desarrollado. Los efectos de la sindicalización no se investigan en profundidad, lo que reduce drásticamente los efectos conocidos de la sindicalización y, por lo tanto, reduce la cantidad de trabajadores que saben sobre la sindicalización. 